# Amata fortunei
Amata fortunei är en fjärilsart som beskrevs av John Henry Leech 1888. Amata fortunei ingår i släktet Amata och familjen björnspinnare. Inga underarter finns listade i Catalogue of Life.

## Bildgalleri

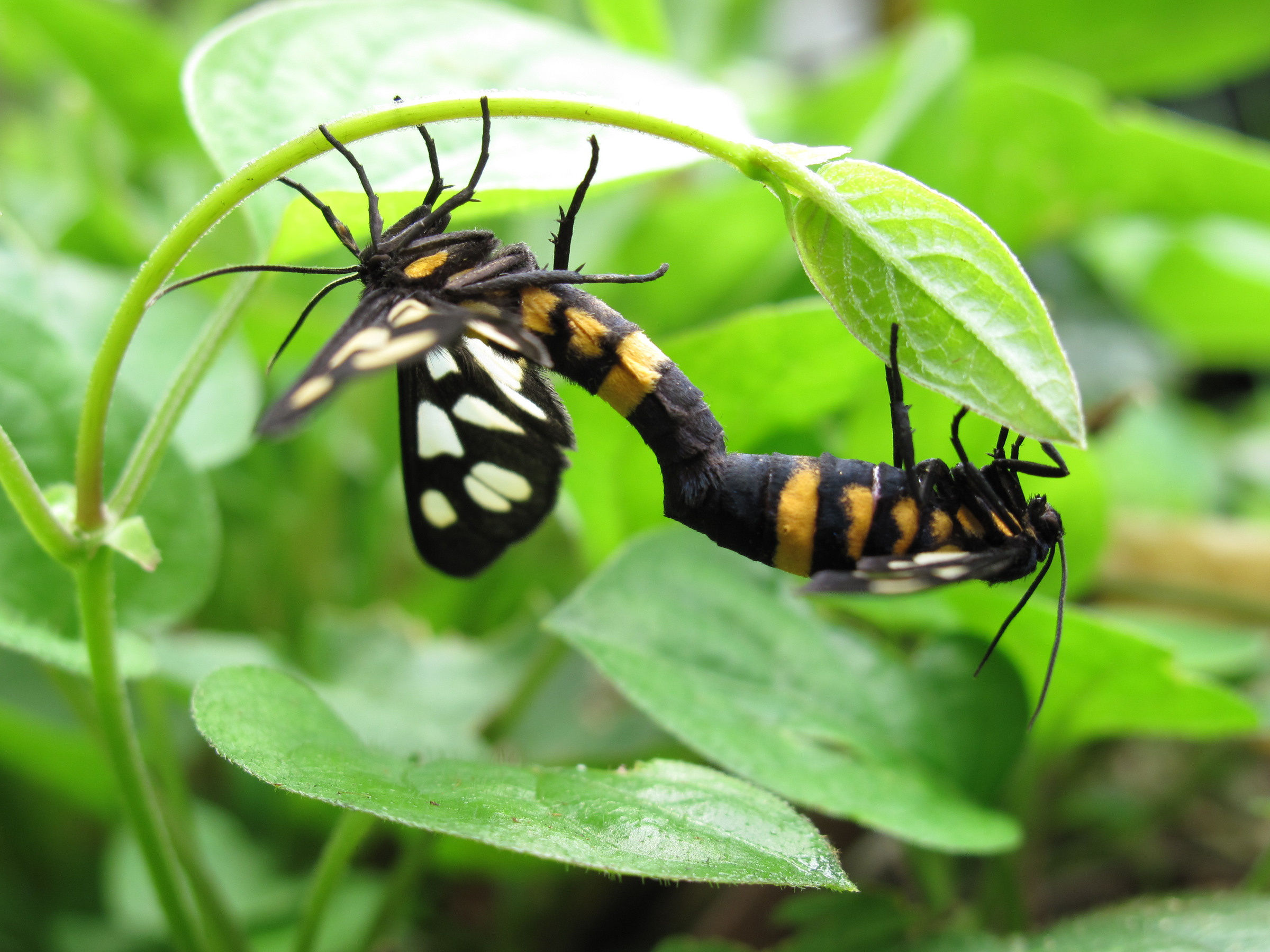